# Charles Cooke
Charles Cooke III (Trenton, 7 gennaio 1994) è un cestista statunitense.